# Norbert Matern
Norbert Matern (ur. 20 czerwca 1934 w Braniewie na Warmii) – niemiecki dziennikarz radiowy i publicysta.

## Życiorys
Norbert Matern urodził się w Braniewie w Prusach Wschodnich. Mieszkał w zachowanym do dziś domu przy ul. Kościuszki 12 (wówczas Hindenburgstraße). 21 stycznia 1945 roku o godz. 20 opuścił rodzinne miasto wraz z matką i o 3 lata młodszą siostrą ostatnim pociągiem, jaki wyjechał w Braniewa w czasie tej wojny.
W 1958 uzyskał na Uniwersytecie w Bonn stopień doktora filozofii na podstawie rozprawy Politische Wahlen in Hildesheim 1848 bis 1867 napisanej pod kierunkiem prof. Maxa Braubacha. W latach 1959–1970 był zastępcą szefa działu radia i telewizji w biurze prasowo-informacyjnym rządu federalnego Niemiec. W latach 1970–1975 był redaktorem naczelnym spółki medialnej Deutsche Welle, do 1997 kierował działem społecznym i edukacji w stacji Bayerischer Rundfunk. W 1975 roku został członkiem PresseClub München, następnie został jego zastępcą przewodniczącego, a w 1993 roku jego prezesem. Pracuje również jako niezależny publicysta.
Norbert Matern pełni różne funkcje honorowe, m.in. jest przewodniczącym prezydium fundacji Haus des Deutschen Ostens w Monachium podlegającej Ministerstwu Pracy i Spraw Socjalnych. W 1996 roku został mianowany przez Konferencję Episkopatu Niemiec przewodniczącym Katolickiej Rady do Spraw Uchodźców w Niemczech, a w 2006 roku został zatwierdzony na to stanowisko do 2011 roku. Od 1967 do 1977 był honorowym redaktorem naczelnym czasopisma Academia, magazynu największego w Niemczech katolickiego związku korporacji studenckich Cartell.
Od 1975 mieszka w Gauting. Na emeryturze czas poświęca rodzinie, czyta i podróżuje.
Ksiądz katolicki i profesor uniwersytecki Gerhard Matern był jego wujem.

## Nagrody i wyróżnienia
- Kulturpreis der Landsmannschaft Ostpreußen (1988)
- Order Zasługi Republiki Federalnej Niemiec na Wstędze
- Medal Zasługi stowarzyszenia Kreisgemeinschaft Braunsberg (2005)
- Order Bawarski Zasługi (2007)
- Order Świętego Sylwestra w klasie Ritter (2019)[5]